# Pero lucena
Pero lucena là một loài bướm đêm trong họ Geometridae.